# 秋田県道15号秋田八郎潟線
秋田県道15号秋田八郎潟線（あきたけんどう15ごう あきたはちろうがたせん）は、秋田県秋田市から南秋田郡八郎潟町までの県道（主要地方道）である。秋田市と南秋田郡五城目町の市町境界に未供用区間がある。

## 概要
秋田市手形、秋田大学手形キャンパスからほぼ北進、秋田自動車道を交差し、北東方向・太平山リゾート公園まで旭川および秋田県道401号雄和仁別自転車道線と並行する。旭川治水ダム付近から五城目町馬場目までの約12kmが道は存在するものの県道として供用されていない。
五城目側は、馬場目川沿いを西進、五城目町役場前（警察署前交差点）で国道285号と変則的な交差をし、湖東厚生病院前を経由して五城目八郎潟ICに接続後、国道7号交点に至る。
秋田市の区間では1968年まで仁別森林鉄道が、五城目町中心部と国鉄（現・JR東日本）奥羽本線 八郎潟駅間では1969年まで秋田中央交通線が当路線の至近を通っていた。

### 路線データ
- 総延長 : 49.776 km[2]
- 実延長 : 37.541 km[2]
- 起点 : 秋田市手形山崎町3番29（手形山崎町交差点・秋田県道28号秋田岩見船岡線交点）[3]
- 終点 : 南秋田郡八郎潟町夜叉袋字下昼寝248番1（夜叉袋交差点・国道7号交点）[3]
- 未供用区間 : 秋田市仁別字吉ヶ沢14番1地先 - 南秋田郡五城目町馬場目馬場目沢国有林2042林班く小班 (12.208 km)[4]

## 歴史
- 1976年（昭和51年）7月10日 - 県道に認定される。
- 1993年（平成5年）5月11日 - 建設省から、県道秋田八郎潟線が秋田八郎潟線として主要地方道に指定される[5]。
- 2002年（平成14年）2月22日 - 秋田市山内字藤倉から秋田市山内字小田まで供用開始し[6]、小田集落のバイパスが完成する。
- 2014年（平成26年）3月25日 - 通行不能区間の供用を廃止し、未供用区間にする[4]。
- 2015年（平成27年）8月28日 - 南秋田郡八郎潟町川崎の湖東総合病院前を右折していた経路を、病院が移転した跡地を利用して直線道路とした[7]。

## 路線状況

### 重複区間
- 秋田県道41号秋田昭和線 : 秋田市添川字地ノ内・交点 - 秋田市添川字添川・交点、1.1 km[2]

ほかに秋田県道401号雄和仁別自転車道線が数か所で重複する。

### 冬期閉鎖区間
- 区間 : 南秋田郡五城目町北の又・地内[8]
  - 期日 : 11月下旬 - 翌年5月[9]

### 交通不能区間
- 秋田市仁別吉ヶ沢 - 南秋田郡五城目町北の又[10]

### 道路施設
- 五城目八郎潟IC - 秋田自動車道

橋梁
- 添川橋（旭川）
- 松原橋（旭川）
- 藤倉橋（旭川）

## 地理

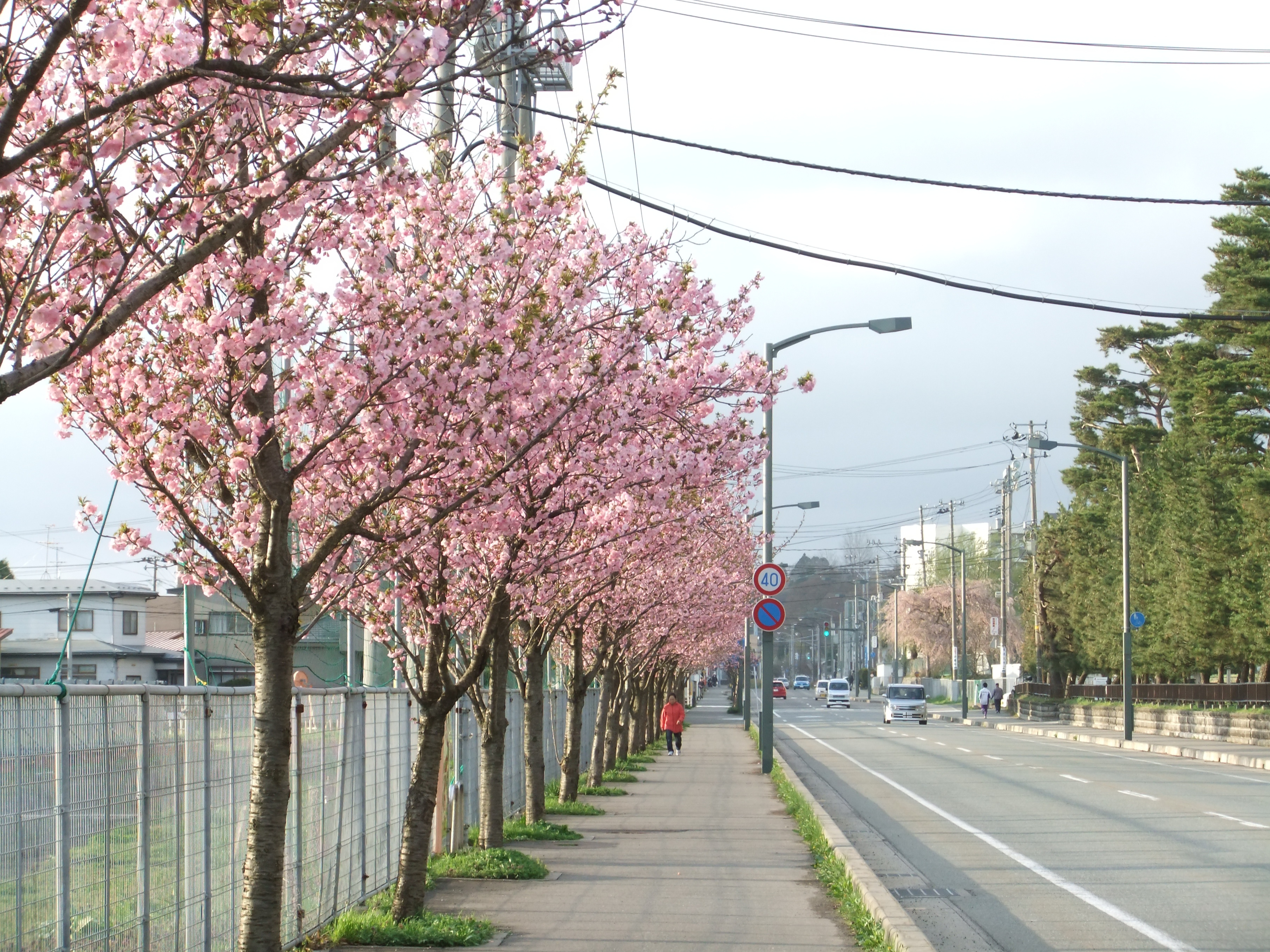
秋田大学前の桜並木

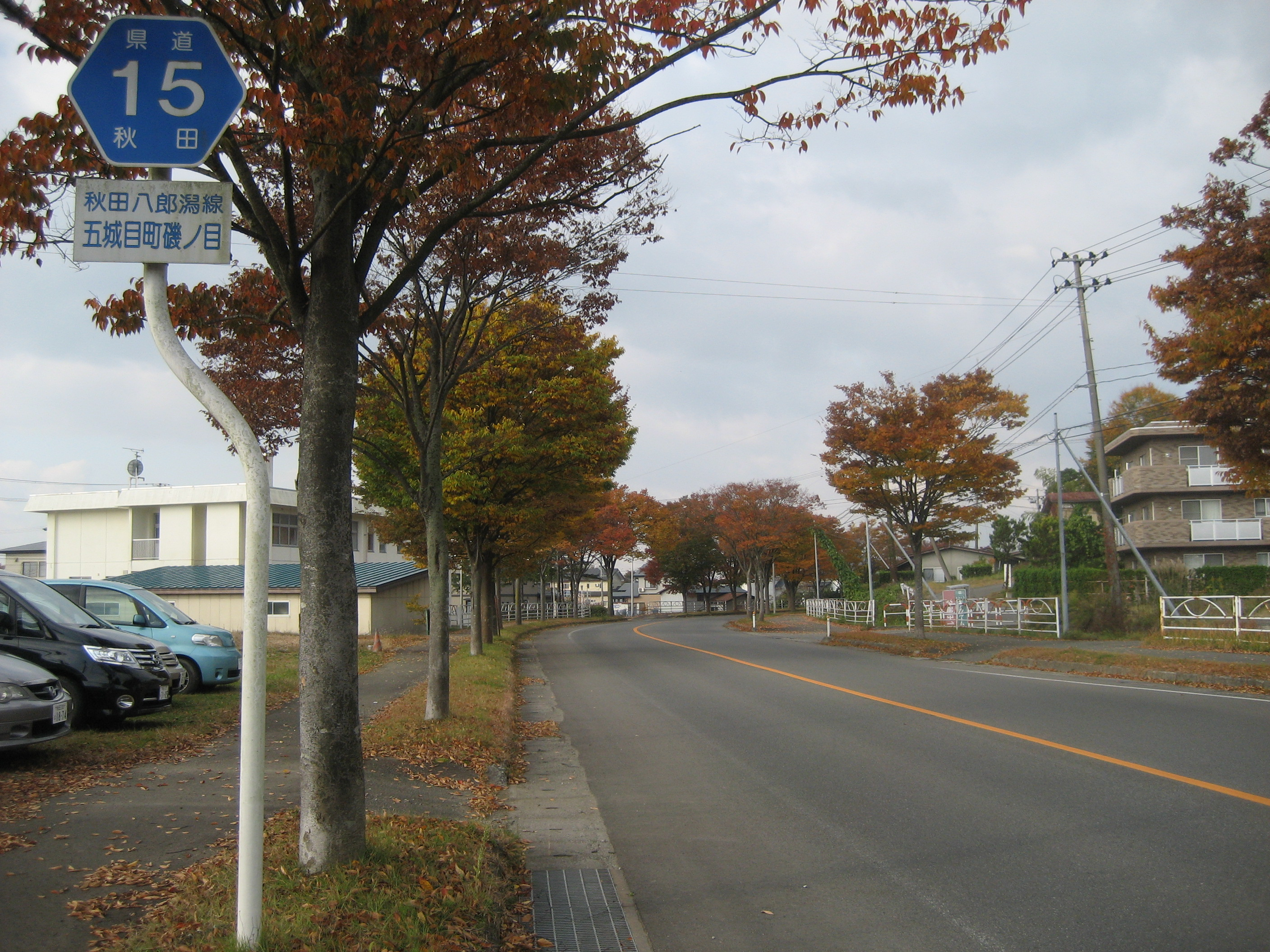
五城目町磯ノ目付近

### 通過する自治体
- 秋田県
  - 秋田市 - 南秋田郡五城目町 - 南秋田郡八郎潟町

### 交差する道路
| 施設名                   | 接続路線名                                                                      | 備考                  | 所在地 |
| ------------------------ | ------------------------------------------------------------------------------- | --------------------- | --- |
| 手形山崎町交差点         | 秋田県道28号秋田岩見船岡線                                                      | 起点                  | 秋田市手形山崎町北緯39度43分24.0秒 東経140度10分01.8秒                                                            |
|                          | 秋田県道41号秋田昭和線・市道（横山金足線） 秋田県道41号秋田昭和線（潟上市方面） | 重複区間              | 秋田市添川字地ノ内北緯39度44分45.39秒 東経140度7分53.42秒 秋田市添川字添川北緯39度45分14.94秒 東経140度8分15.67秒 |
| （秋田市側終点）         |                                                                                 |                       | 秋田市仁別字吉ヶ沢北緯39度48分15.31秒 東経140度12分54.9秒                                                         |
| 【未供用区間】 12.208 km |                                                                                 |                       | |
| （五城目町側起点）       |                                                                                 |                       | 南秋田郡五城目町馬場目馬場目国有林北緯39度52分10.72秒 東経140度14分5.08秒                                         |
|                          | 秋田県道228号北の又井川線                                                       | 県道228号起点、未供用 | 南秋田郡五城目町馬場目字蛇喰                                                                                      |
|                          | 秋田県道129号杉沢上小阿仁線                                                     | 県道129号起点         | 南秋田郡五城目町馬場目字杉沢上台北緯39度54分48.1秒 東経140度14分49.2秒                                            |
|                          | 秋田県道112号久保秋田線                                                         | 県道112号起点、未供用 | 南秋田郡五城目町久保上川原                                                                                        |
| 警察署前交差点           | 国道285号                                                                       |                       | 南秋田郡五城目町七倉北緯39度56分40.5秒 東経140度6分44.3秒                                                         |
| 五城目八郎潟IC入口       | E7 秋田自動車道                                                                 |                       | 南秋田郡八郎潟町上沖谷地北緯39度56分52.7秒 東経140度5分32秒                                                       |
| 夜叉袋交差点             | 国道7号                                                                         | 終点                  | 南秋田郡八郎潟町夜叉袋北緯39度56分57.3秒 東経140度5分00.1秒                                                       |

- ほかに数か所で秋田県道401号雄和仁別自転車道線と接続する。

### 沿線の施設など
秋田市
- 秋田大学手形キャンパス
- 旧秋田藩主佐竹氏別邸（如斯亭）
- 秋田温泉
- 藤倉水源地
- 太平山リゾート公園
- 太平山スキー場オーパス
- 旭川治水ダム
- 秋田市植物園
- 仁別森林博物館（秋田市供用区間の終点から林道経由）

南秋田郡五城目町
- 五城目町町民センター・広域体育館
- 秋田中央交通五城目営業所（旧・秋田中央交通線・五城目駅）
- 五城目警察署
- 五城目町役場

南秋田郡八郎潟町 - 終点
- 湖東厚生病院
- 中羽立公園野球場（終点から国道7号経由）
- JR東日本 奥羽本線 八郎潟駅（終点から直線距離 約500m）